# Jacquemontia cuyabana
Jacquemontia cuyabana är en vindeväxtart som beskrevs av Frederico Carlos Hoehne. Jacquemontia cuyabana ingår i släktet Jacquemontia och familjen vindeväxter. Inga underarter finns listade i Catalogue of Life.